# 人生は上々だ!
『人生は上々だ!』（じんせいはじょうじょうだ、The Sum of Us）は1994年公開のオーストラリアの映画。デイヴィッド・スティーヴンス原作によるオフ・ブロードウェイ劇の映画化。日本未公開。ゲイの青年と、彼を温かく見守る父親との関係を描いている。
クリーヴランド国際映画祭作品賞受賞。モントリオール世界映画祭脚本賞受賞。

## キャスト
- ジャック・トンプソン：ハリー・ミッチェル
- ラッセル・クロウ：ジェフ・ミッチェル
- ジョン・ポルソン：グレッグ
- デボラ・ケネディ：ジョイス・ジョンソン
- ジョス・モロニー：ジェフ（子供時代）
- ミッチ・マシューズ：祖母
- ジュリー・ハーバート：メアリー
- レベッカ・エルマルゴー：ジェニー・ジョンソン